# هنس روسلینگ
هنس روسلینگ (۲۷ ژوئیه ۱۹۴۸ - ۷ فوریه ۲۰۱۷) پزشک و آماردان سوئدی، استاد انستیتوی کارولینسکا  و یکی از موسسان بنیاد ناسودبر گپمایندر - توسعه دهنده نرم‌افزار Trendalyzer - بود.

## زندگینامه
روسلینگ در اوپسالا، سوئد زاده شد. او از ۱۹۶۷ تا ۱۹۷۴ در دانشگاه اوپسالا به تحصیل آمار و پزشکی پرداخت، و در ۱۹۷۲ در کالج پزشکی سنت جان دانشگاه علوم بهداشتی راجیو گاندی در بنگلور، هندوستان به مطالعه بهداشت عمومی مشغول بود. وی در ۱۹۷۶ مجوز طبابت را دریافت کرد و از ۱۹۷۹ تا ۱۹۸۱ به عنوان پزشک بخش در ناکالا در شمال موزامبیک خدمت کرد.
روسلینگ در ۲۱ اوت ۱۹۸۱ طغیانی از بیماری کانزو، نوعی فلج، را کشف کرد و تحقیقاتی که متعاقب آن انجام داد منجر به اعطای مدرک پی اچ دی به وی از سوی دانشگاه اوپسالا در سال ۱۹۸۶ شد. او دو دهه را به مطالعه طغیان‌های این بیماری در مناطق روستایی دورافتاده در آفریقا پرداخت و بیش از ده دانشجوی دکترا را راهنمایی کرد. این طغیان‌ها در جمعیت‌های روستایی قحطی زده آفریقایی رخ می‌دهند که مانیوک به قدر کافی فرآوری نشده، عنصر اصلی در رژیم غذایی آنها است و این هم به سوء تغذیه و هم دریافت بالای سیانید منجر می‌شود.
سایر رابطه‌های بین توسعه اقتصادی، کشاورزی، فقر و سلامت نیز از جمله حیطه‌های پژوهش روسلینگ بودند. همچنین وی مشاور سلامت سازمان بهداشت جهانی، یونیسف و چندین سازمان کمک‌رسان بود. در سال ۱۹۹۳ او یکی از افراد مؤثر در شروع فعالیت سازمان پزشکان بدون مرز در سوئد بود. در انستیتوی کارولینسکا نیز، او ریاست بخش بهداشت بین‌المللی را در فاصله سال‌های ۲۰۰۱ تا ۲۰۰۷ به عهده داشت. همچنین در زمان مدیریت او بر کمیته بین‌المللی پژوهش و آموزش کارولینسکا (۱۹۹۸-۲۰۰۴)، تعامل‌های تحقیقاتی در حوزه سلامت با دانشگاه‌هایی از آسیا، آفریقا، خاورمیانه و آمریکای جنوبی برقرار شد. به علاوه، او دوره‌های آموزشی جدیدی را در زمینه بهداشت جهانی شروع کرد و در تالیف کتابی در همین خصوص نیز مشارکت داشت.
وی در ۷ فوریه ۲۰۱۷ در سن ۶۸ سالگی و در اثر ابتلا به سرطان لوزالمعده درگذشت.